# Broșteni (Vrancea)
Pour les articles homonymes, voir Broșteni.
Broșteni est une commune du județ de Vrancea en Roumanie.